# 凤仪文庙
凤仪文庙，即大理府赵州文庙，位于云南省大理州大理市凤仪镇西街社区9号。

## 历史
凤仪文庙始建于明洪武十八年（1385年），原在州治南。清康熙十一年（1672年，另说康熙九年）迁至凤山东麓，即今址。光绪年间重修。中华人民共和国成立后，由凤仪县文化馆使用，拆除泮桥、填平泮池；二十世纪六七十年代，先后被云南省冶金设计院、大理州通用机械厂占用，棂星门被拆除。1986年、1991年进行维修。1996年重建棂星门。2001年对大殿进行揭顶修缮、局部落架维修，恢复重建二门、名宦祠、乡贤祠等，并对场院方砖铺墁。2006—2007年维修崇圣祠。

## 建筑
凤仪文庙坐西向东，布局为左庙右学（因明伦堂在文庙之右）或前庙后学（因文庙的右后方为凤鸣书院）。原建筑现存大成门、大成殿、藏经楼（或称崇圣祠），其余的棂星门、名宦祠、乡贤祠、两庑、后宫门等为修复重建，目前为三进院落格局，占地面积3520平方米。
- 棂星门：面临西街，悬挂邑人姚汝为篆书“棂星门”匾额[2]，1996年重建[4]。
- 大成门：三开间，为单檐悬山顶，明间为门道，1986年落架维修[4]。
- 大成殿：单檐歇山顶，为抬梁与穿斗式结合的木结构建筑，面阔五间20.35米，进深四间16.8米，设前廊[7]。
- 藏经楼（崇圣祠）：位于大成殿之后，重檐歇山顶，底层面阔五间15.35米、进深四间深8.2米，上层面阔五间、进深二间[7]。

1985年9月20日公布为第一批大理市文物保护单位；1988年5月27日公布为第一批大理州文物保护单位；2003年12月18日公布为第六批云南省文物保护单位。

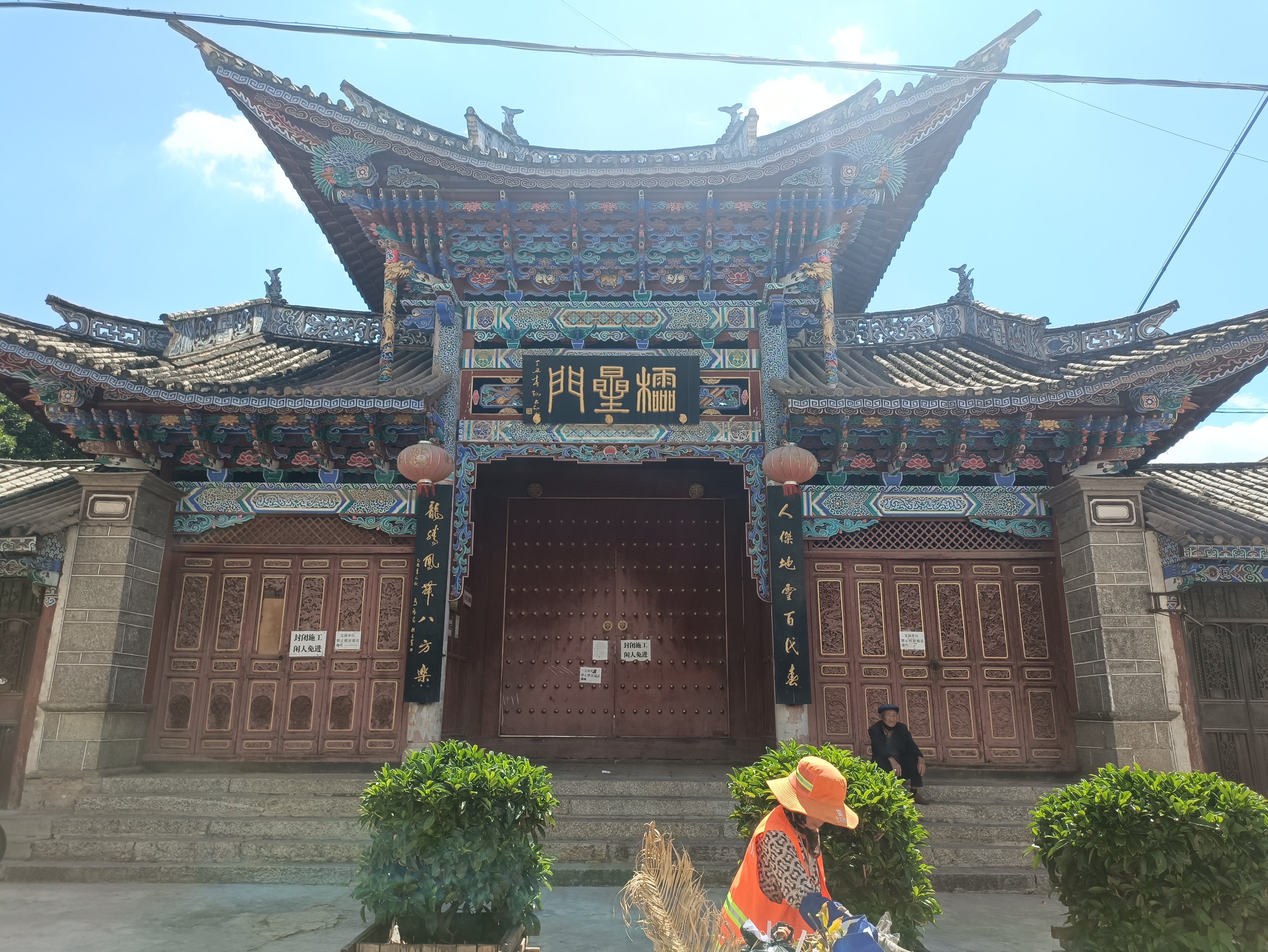
棂星门
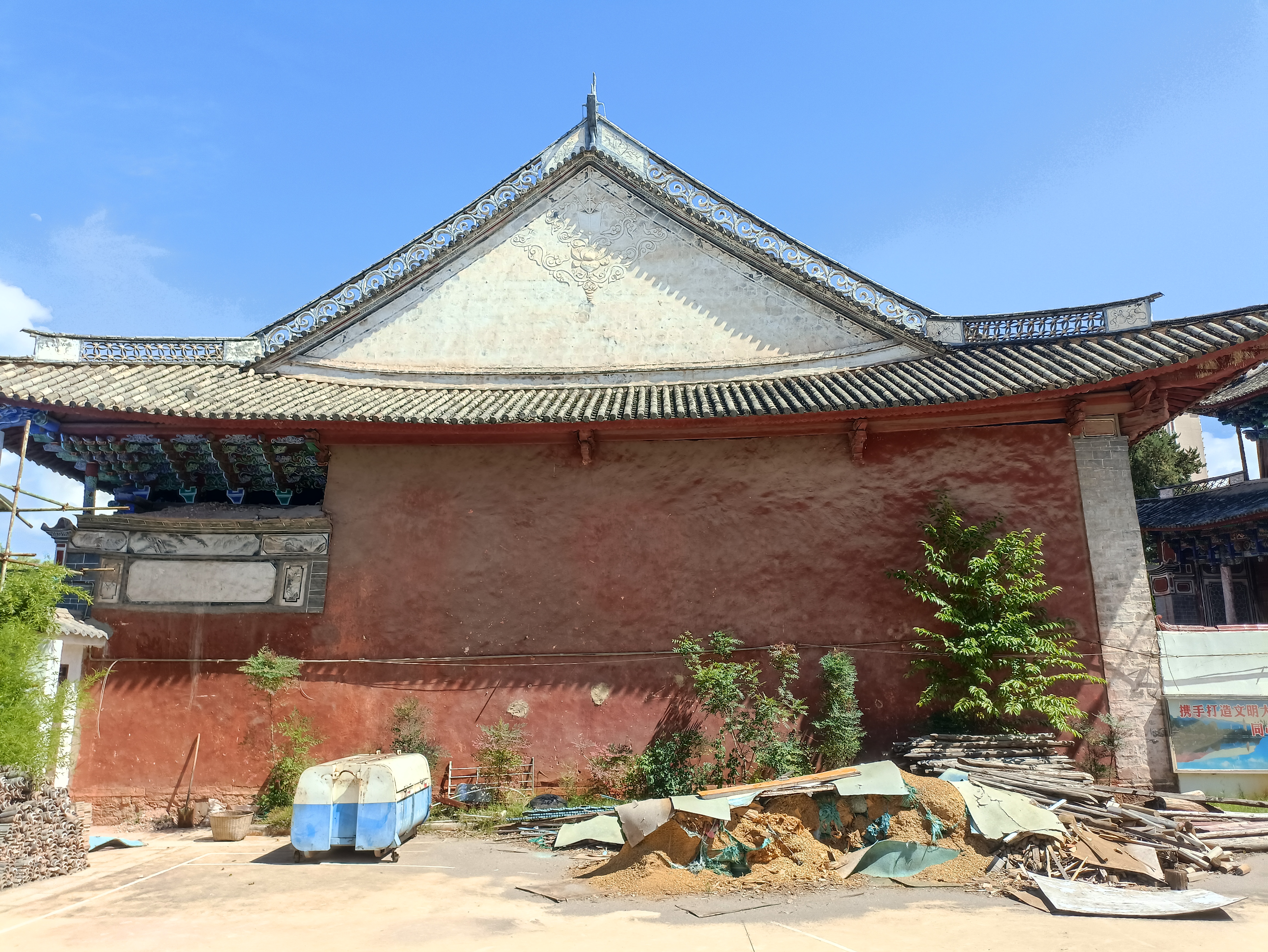
大成殿山面
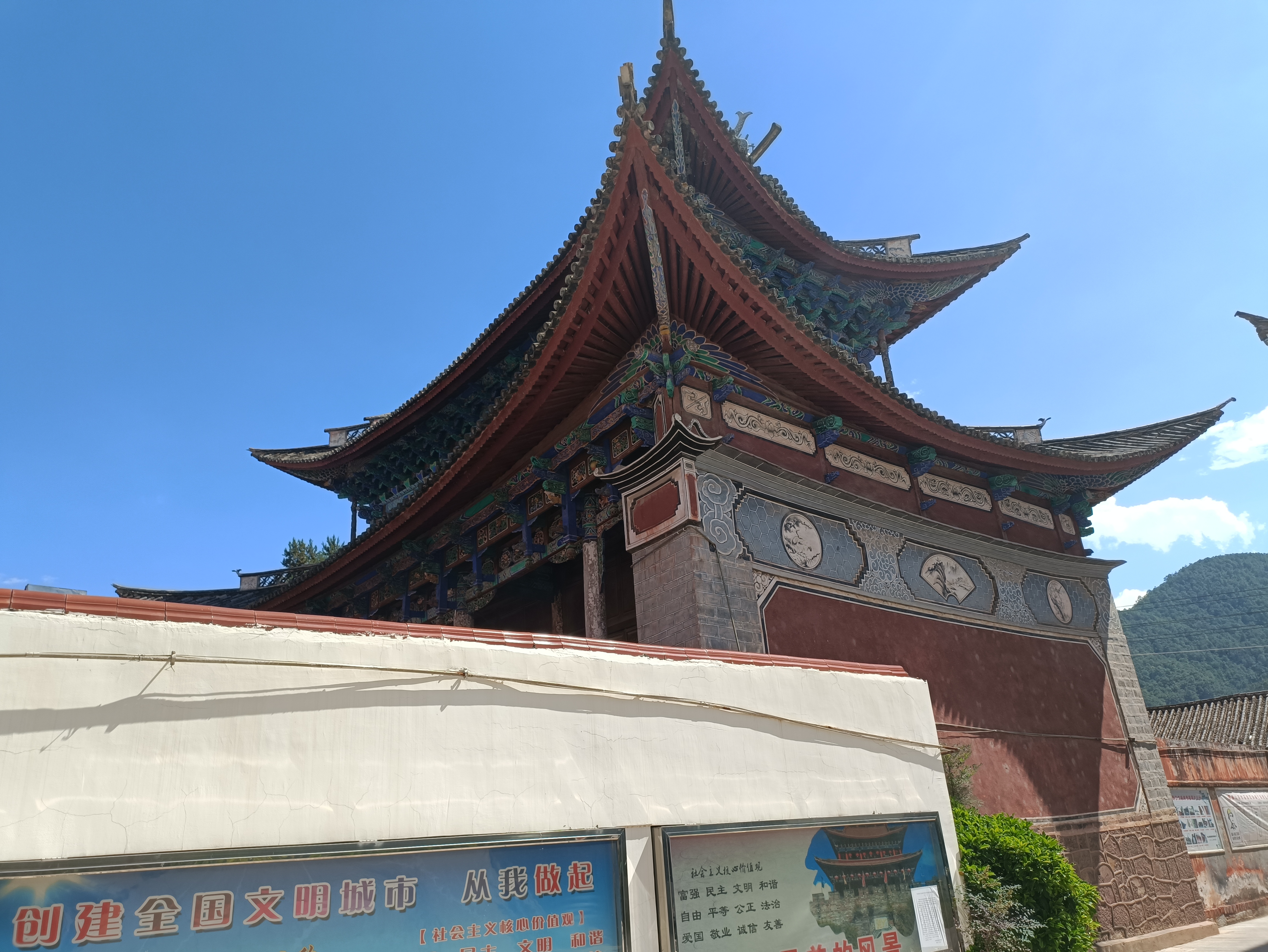
藏经楼
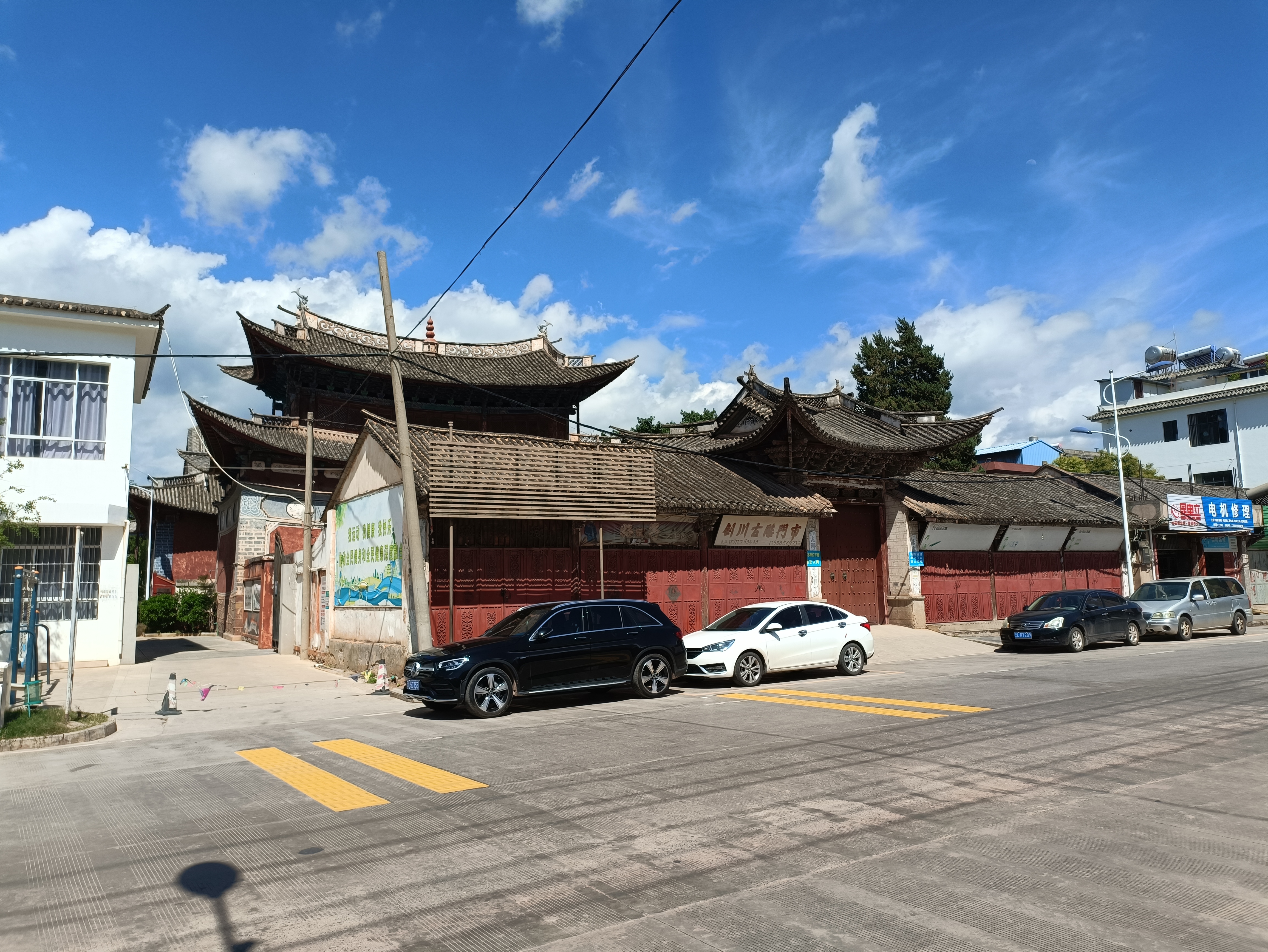
后宫门、藏经楼、大成殿